# Белгийско Конго
Вижте пояснителната страница за други значения на Конго.
Белгийско Конго е името, което приема Свободната държава Конго, след като на 15 ноември 1908 крал Леополд II официално се отказва от личния си контрол и страната преминава под управлението на белгийския парламент. Тази система функционира до независимостта на Конго през 1960.